# Gouvernement Tobolsk

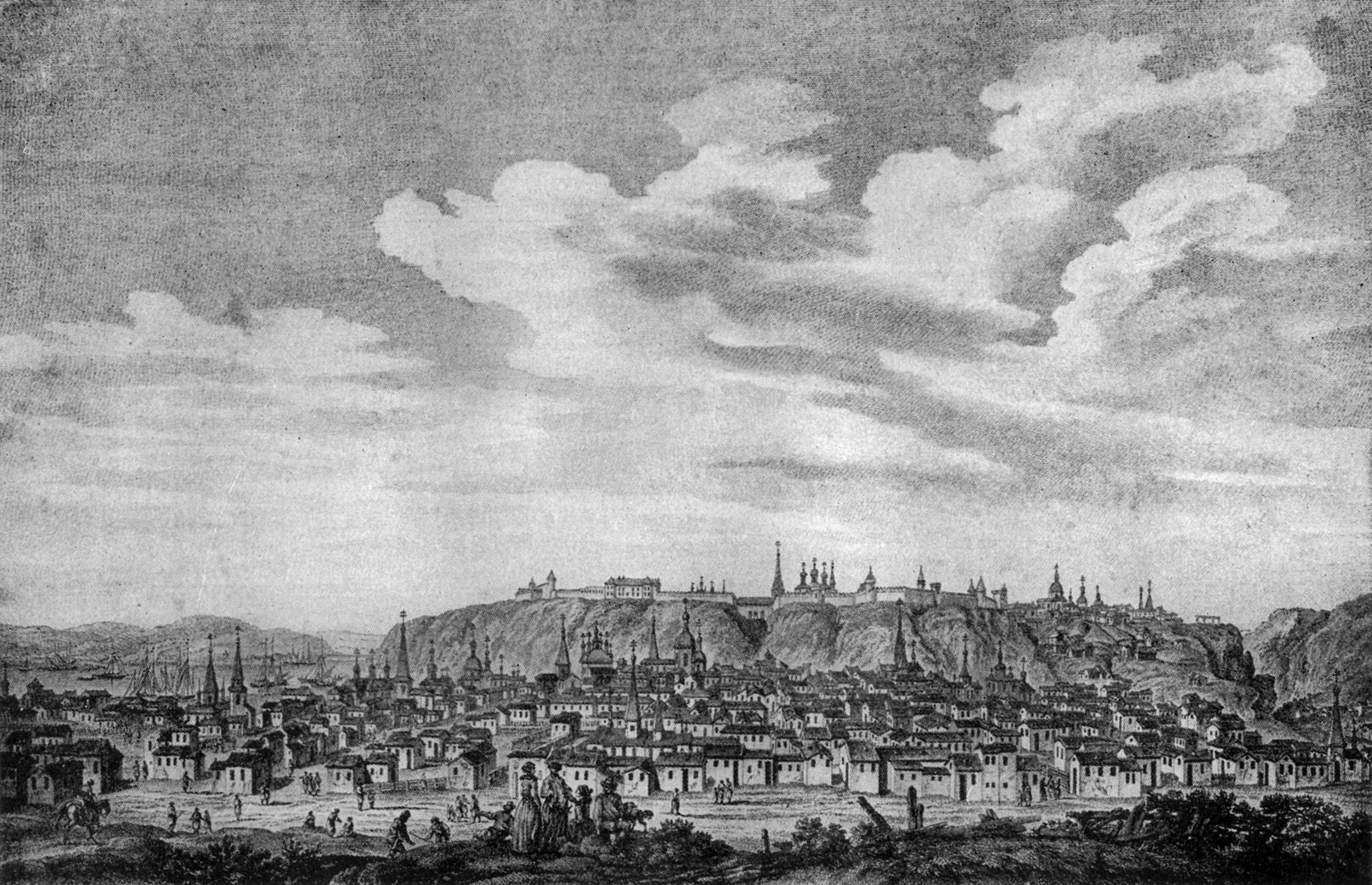
Tobolsk (uit het boek History of Russia van Alfred Nicolas Rambaud uit 1898)

Het gouvernement Tobolsk (Russisch: Тобольская губерния; Tobolskaja goebernieja) was van 1796 tot 1918 een gouvernement (goebernija) van het Russische Rijk in West-Siberië. Het was een van de grootste gouvernementen van het rijk.
Het gouvernement grensde in het noorden aan de Noordelijke IJszee, in het westen aan de gouvernementen Archangelsk, Vologda, Perm en Orenburg, in het zuiden aan de oblasten Akmolinsk en Semipalatinsk en in het oosten aan de gouvernementen Tomsk en Jenisej. De hoofdstad was Tobolsk

## Geografie
De noordelijke kust werd gevormd door het schiereiland Jamal, de oostgrens door het zuidelijkste puntje van het Paj-Choj-gebergte en een deel van de Oeral (tot de 62e breedtegraad). Het grootste deel bestond uit het voor een groot deel uit taiga bestaande West-Siberisch Laagland met enorme moerassen en met in het zuiden grassteppes en in het noorden de bostoendraovergangszone en een gedeelte van de toendra. Rond de Tobolrivier lag een groot vruchtbaar gebied met chernozem bodems, waarvan twee derde in cultuur was gebracht in het begin van de 20e eeuw.

## Geschiedenis
Het gouvernement werd op 12 december 1796 geformeerd uit de namestnitjestvo Tobolsk, die op 21 januari 1782 was geformeerd binnen het gouvernement Siberië. In 1918 ging het gebied van het gouvernement op in het Gouvernement Tomsk en de Oblast Akmolinsk.
Lange tijd liep het transport binnen het gebied vooral via de rivieren, waarvan de Ob met haar zijrivier de Irtysj met haar zijrivieren Tobol (met de Toera) en Isjim, de belangrijkste was. Veel van deze rivieren waren in die tijd slechts 6 maanden bevaarbaar. In 1845 begon de eerste stoomboot te varen op de Ob, waarna langzamerhand een wijdvertakt riviertransportsysteem begon te ontstaan.
Door het zuidwesten liep de Siberische Trakt, waaromheen veel bewoning ontstond. Een grote ontwikkeling vormde de aanleg van de Transsiberische spoorlijn in de tweede helft van de 19e eeuw, waardoor zich nog meer mensen gingen vestigen in het zuiden.

## Economie
Het gebied was begin 20e eeuw nog vooral gericht op de landbouw, waarvan een deel inmiddels in handen was gekomen van boerencommunes, na de Russische emancipatiehervormingen van 1861. De belangrijkste landbouwgewassen waren rogge, tarwe, haver, gerst en aardappelen en in het zuiden vlas, hennep en tabak. Daarnaast werd er op grote schaal aan veeteelt gedaan, waarbij door de komst van de Transsiberische spoorlijn veel melkveehouderijen waren ontstaan.
Tobolsk begon in die tijd langzaam een centrum voor graanproducten te worden, waar vanuit maïs werd geëxporteerd naar de gouvernementen van het noorden van Europees Rusland. Industrie was net als in de rest van het rijk nog nauwelijks ontwikkeld in het begin van de 20e eeuw en was voornamelijk beperkt tot leerlooierijen, talksmelterijen en het stoken van alcohol. De ijzerwerken en textielbedrijven waren toen bezig in opkomst te komen.
Voor de handel waren vooral de markten van Irbit en Isjim van belang. Er werden vee, huiden, talk, maïs, meel, vis en pelzen naar het centrale deel van het Russische Rijk geëxporteerd en alcoholische dranken naar het oostelijker gelegen Tomsk. Vanuit het centrale deel van het Russische Rijk werden vooral eindproducten geïmporteerd.

## Bevolking
Van de geschatte bevolking van 1.656.700 personen in 1906 bestond een groot deel uit Russen, daarnaast ongeveer 42.000 Wolga-Tataren (in het zuiden), 18.000 Chanten (Ostjaken), 4.500 Nenetsen (Samojeden) en 4.800 Mansen (Wogoelen). Ook woonden er ongeveer 5000 Duitsers en Finnen, een aantal Joden (in de steden) en ongeveer 1500 Roma.
De Chanten stonden als inorodtsy onder zware jasak-belastingen aan de Russische handelaren, waaraan ze bijna al hun jachts- en visopbrengsten moesten afstaan en waardoor ze in een slechte positie terechtkwamen. De Tataarse nederzettingen in het zuiden waren begin 20e eeuw relatief welvarend, maar waren rond Tobolsk onteigend voor gebruik door Russische kolonisten. Van de oorspronkelijke bevolking (Chanten, Mansen en Nenetsen) hadden een aantal zich nominaal bekeerd tot de Russische orthodoxie onder invloed van missionarissen.
Het onderwijs was vanuit Europees oogpunt gezien nog erg slecht ontwikkeld in het gebied.

## Steden
Het gouvernement was onderverdeeld in 10 districten. Deze waren vernoemd naar de steden vanwaaruit ze werden bestuurd: Tobolsk, Berezov, Isjim, Koergan, Soergoet, Tara, Toerinsk, Tjoekalinsk, Tjoemen en Jaloetorovsk.